# Shady Records

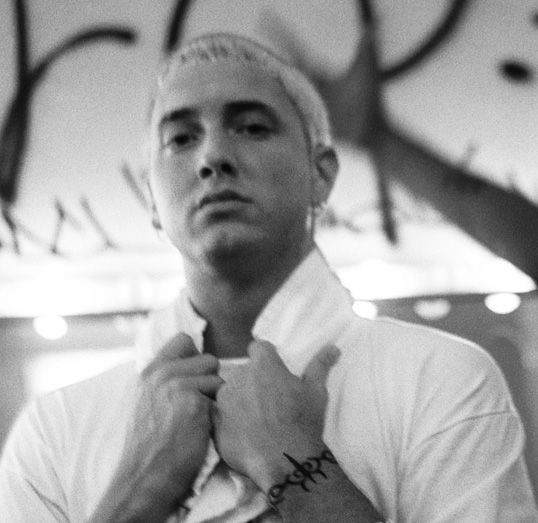
Eminem – raper, właściciel wytwórni

Shady Records – wytwórnia płytowa, której właścicielem jest Eminem.
Dla wytwórni nagrywają: D12, Slaughterhouse oraz Yelawolf. Dawniej członkiem był także DJ Green Lantern, jednak odszedł z własnej woli, by uniknąć konfliktu z 50 Centem. W 2008 odszedł z niej również Obie Trice i Stat Quo, a w 2009 Bobby Creekwater. W 2011 roku do Shady Records dołączył raper Yelawolf oraz hip-hopowa supergrupa Slaughterhouse, w której skład wchodzą Crooked I, Joe Budden, Joell Ortiz i Royce da 5’9”. W tym samym roku z wytwórni odszedł inny raper, Ca$his. W 2014 r. wytwórnię opuścił 50 Cent. W 2019 r. wytwórnię opuścił Yelawolf. Swoje odejście ogłosił podczas koncertu w Colorado w 2018 roku.

## Historia
Shady Records zostało założone przez Eminema w 1999 i jest częścią wytwórni Dre – Aftermath. Pierwszymi jej członkami została ekipa przyjaciół Eminema, D12. Latem 2001 wyszedł pierwszy album pod skrzydłami Shady – Devil’s Night, za który D12 otrzymało platynową płytę. Następnie pod koniec tego samego roku podpisano kontrakt z Obie Trice’em. Kolejnym planowanym członkiem był Royce da 5’9”, jednak gdy chciał podpisać kontrakt, szef Shady stwierdził, iż musi jeszcze trochę poczekać. Niedługo po tym wydarzeniu do szeregów wytwórni dołączył 50 Cent, co dla Royce’a było szokiem. Nie dołączył on do Shady, a wręcz zaczął walkę z samym Eminemem i ekipą D12. Jednak rok 2002 nie był wcale nieudany dla wytwórni – Slim Shady wydał The Eminem Show,, a następnie została wydana ścieżka dźwiękowa do filmu 8 Mila. Za motyw przewodni, czyli Lose Yourself, Marshall dostał Oscara. Do tego płytę wydał także Obie, jednak nie była ona takim hitem jak poprzednie sygnowane logo wytwórni. Kolejnymi nabytkami byli – raper z Zachodu Stat Quo oraz Bobby Creekwater.

## Dyskografia
Poniżej został ukazana lista albumów wydanych nakładem wytwórni Shady Records, oraz dystrybucji.
| Artysta        | Album                                                               | Data wydania          | Notowanie | Certyfikacje RIAA | Single                                                                                             |
| -------------- | ------------------------------------------------------------------- | --------------------- | --------- | ----------------- | -------------------------------------------------------------------------------------------------- |
| Eminem         | The Marshall Mathers LP (wydany wspólnie z Aftermath, Goliath, Web) | 23 maja, 2000         | 1 U.S.    | 1x diament        | - „The Real Slim Shady” - „The Way I Am” - „Stan” - „I’m Back”                                     |
| D12            | Devil’s Night                                                       | 5 czerwca, 2001       | 1 U.S.    | 2x platyna        | - „Shit on You” - „Purple Pills” - „Fight Music”                                                   |
| Eminem         | The Eminem Show (wydany wspólnie z Aftermath, Goliath, Web)         | 28 maja, 2002         | 1 U.S.    | 1× diament        | - „Without Me” - „Cleanin’ Out My Closet” - „Superman” - „Sing for the Moment” - „Business”        |
| Różni          | 8 Mile                                                              | 29 października, 2002 | 1 U.S.    | 4× platyna        | - „Lose Yourself” - „Wanksta”                                                                      |
| 50 Cent        | Get Rich or Die Tryin’ (wydany wspólnie z Aftermath)                | 6 lutego, 2003        | 1 U.S.    | 9× platyna        | - „In da Club” - „21 Questions” - „P.I.M.P.”                                                       |
| Obie Trice     | Cheers                                                              | 23 września, 2003     | 5 U.S.    | platyna           | - „Got Some Teeth” - „The Set Up” - „Don't Come Down”                                              |
| D12            | D12 World                                                           | 27 kwietnia, 2004     | 1 U.S.    | 2× platyna        | - „My Band” - „40 Oz.” - „How Come” - „U R the One”                                                |
| Eminem         | Encore (wydany wspólnie z Aftermath, Goliath, Web)                  | 12 listopada, 2004    | 1 U.S.    | 5× platyna        | - „Just Lose It” - „Encore” - „Like Toy Soldiers” - „Mockingbird” - „Ass Like That”                |
| 50 Cent        | The Massacre (wydany wspólnie z Aftermath)                          | 3 marca, 2005         | 1 U.S.    | 5× platyna        | - „Disco Inferno” - „Candy Shop” - „Just a Lil Bit” - „Outta Control Remix”                        |
| Eminem         | Curtain Call: The Hits (wydany wspólnie z Aftermath)                | 6 grudnia, 2005       | 1 U.S.    | 2× platyna        | - „When I’m Gone” - „Shake That” - „Fack”                                                          |
| Obie Trice     | Second Round’s on Me                                                | 15 sierpnia, 2006     | 8 U.S.    | –                 | - „Snitch” - „Cry Now” - „Jamaican Girl” - „Wanna Know”                                            |
| Shady Records  | Eminem Presents: The Re-Up                                          | 5 grudnia, 2006       | 2 U.S.    | platyna           | - „You Don’t Know” - „Jimmy Crack Corn”                                                            |
| Cashis         | The County Hound EP                                                 | 22 maja, 2007         | 106 U.S.  | –                 | - „Lac Motion”                                                                                     |
| 50 Cent        | Curtis (wydany wspólnie z Aftermath)                                | 11 września, 2007     | 2 U.S.    | platyna           | - „Straight to the Bank” - „Amusement Park” - „I Get Money” - „Ayo Technology” - „I’ll Still Kill” |
| Eminem         | Relapse (wydany wspólnie z Aftermath, Goliath, Web)                 | 15 maja, 2009         | 1 U.S.    | 2x platyna        | - „Crack a Bottle” - „We Made You” - „3 a.m.” - „Old Time’s Sake” - „Beautiful”                    |
| 50 Cent        | Before I Self Destruct (wydany wspólnie z Aftermath)                | 9 listopada, 2009     | 5 U.S.    | złoto             | - „Get Up” - „I Get It In” - „Ok, You’re Right” - „Baby by Me” - „Do You Think About Me”           |
| Eminem         | Recovery (wydany wspólnie z Aftermath, Goliath, Web)                | 18 czerwca, 2010      | 1 U.S.    | 4× platyna        | - „Not Afraid” - „Love The Way You Lie” - „No Love” - „Space Bound”                                |
| Bad Meets Evil | Hell: The Sequel                                                    | 14 czerwca, 2011      | 1 U.S.    | złoto             | - „Fast Lane” - „Lighters”                                                                         |
| Yelawolf       | Radioactive (wydany wspólnie z DGC, Ghet-o-Vision)                  | 21 listopada, 2011    | 27 U.S.   | –                 | - „Hard White (Up in the Club)” - „Let’s Roll”                                                     |
| Eminem         | The Straight from the Vault EP (wydany wspólnie ze Studio Leaks)    | 18 grudnia, 2011      | –         | –                 | –                                                                                                  |
| Slaughterhouse | Welcome to: Our House                                               | 28 sierpnia, 2012     | 2 U.S.    | –                 | - „Hammer Dance” - „My Life” - „Throw It Away” - „Goodbye” - „Throw That”                          |
| Eminem         | The Marshall Mathers LP 2 (wydany wspólnie z Aftermath)             | 5 listopad, 2013      | 1 U.S.    | 2x platyna        | - „Berzerk” - „Survival” - „Rap God” - „The Monster” - „Headlights”                                |
| Różni          | Shady XV                                                            | 24 listopada, 2014    | 3 U.S.    | złoto             | - „Guts Over Fear” - „Till It's Gone” - „Y'all Ready Know” - „Detroit vs. Everybody”               |
| Yelawolf       | Love Story                                                          | 21 kwietnia, 2015     | 3 U.S.    | –                 | - „Till It's Gone” - „Whiskey in a Bottle” - „American You” - „Best Friend” - „Box Chevy V”        |
| Różni          | Southpaw                                                            | 24 lipca, 2015        | 5 U.S.    | –                 | - „Kings Never Die” - „Phenomenal” - „R.N.S.”                                                      |
| Yellawolf      | Trial by fire (wydany wspólnie ze Slumerican)                       | 24 października, 2017 | 42 U.S.   | –                 | - „Daylight” - „Shadows” - „Row Your Boat” - „Punk”                                                |
| Eminem         | Revival (wydany wspólnie z Aftermath)                               | 15 grudnia, 2017      | 1 U.S.    | 1x złoto          | - „Walk on water” - „River” - „Nowhere Fast”                                                       |
| Eminem         | Kamikaze (wydany wspólnie z Aftermath)                              | 31 sierpnia, 2018     | 1 U.S.    | platyna           | - „Fall” - „Venom” - „Lucky You”                                                                   |
| Eminem         | Music To Be Murdered By (wydany wspólnie z Aftermath)               | 17 stycznia, 2020     | -         | platyna           | - „Darkness” - „Godzilla” - „Gnat”                                                                 |
| Eminem         | Curtain Call 2 (wydany wspólnie z Aftermath)                        | 5 sierpnia, 2022      | -         | -                 | - „The King and I” - „From the D 2 the LBC” - „Is This Love ('09)”                                 |

## Mixtape
- Shady Invasion Pt.1
- Shady Invasion Pt.2 – Conspiracy Theory
- Shady Invasion Pt.3 – Countdown To Armageddon
- Shade 45 Invasion
- Monkey Business